# Поперечна схема гвинтів

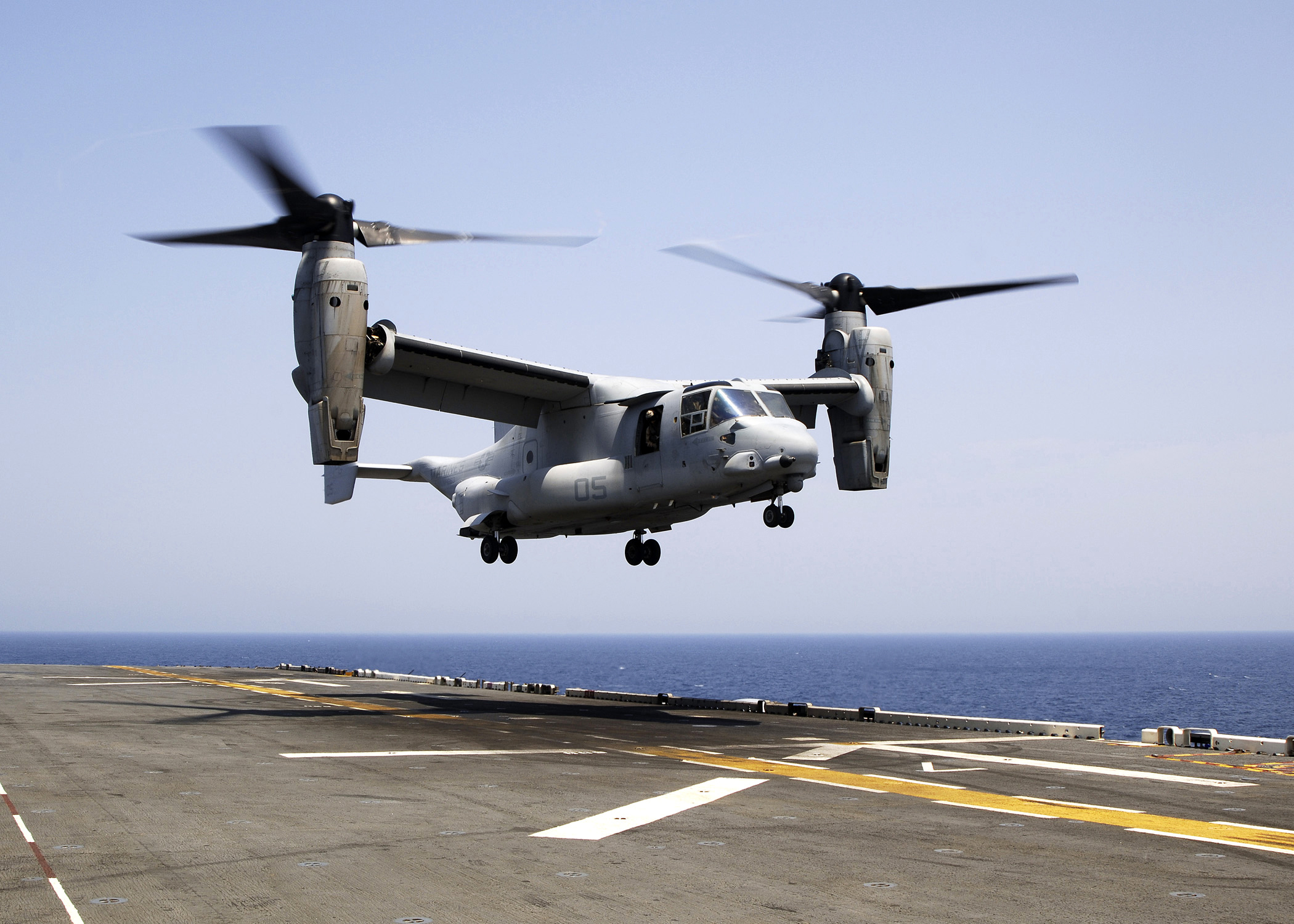
Посадка MV-22B Osprey на борт авіаносця Іводжима.

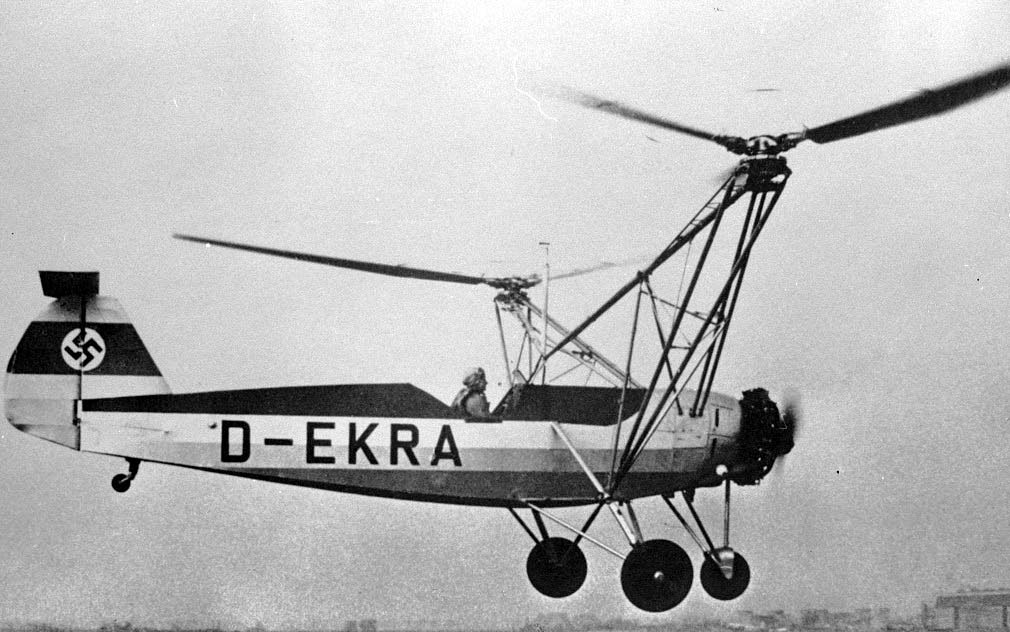
Ганна Райч на Fw 61 V2

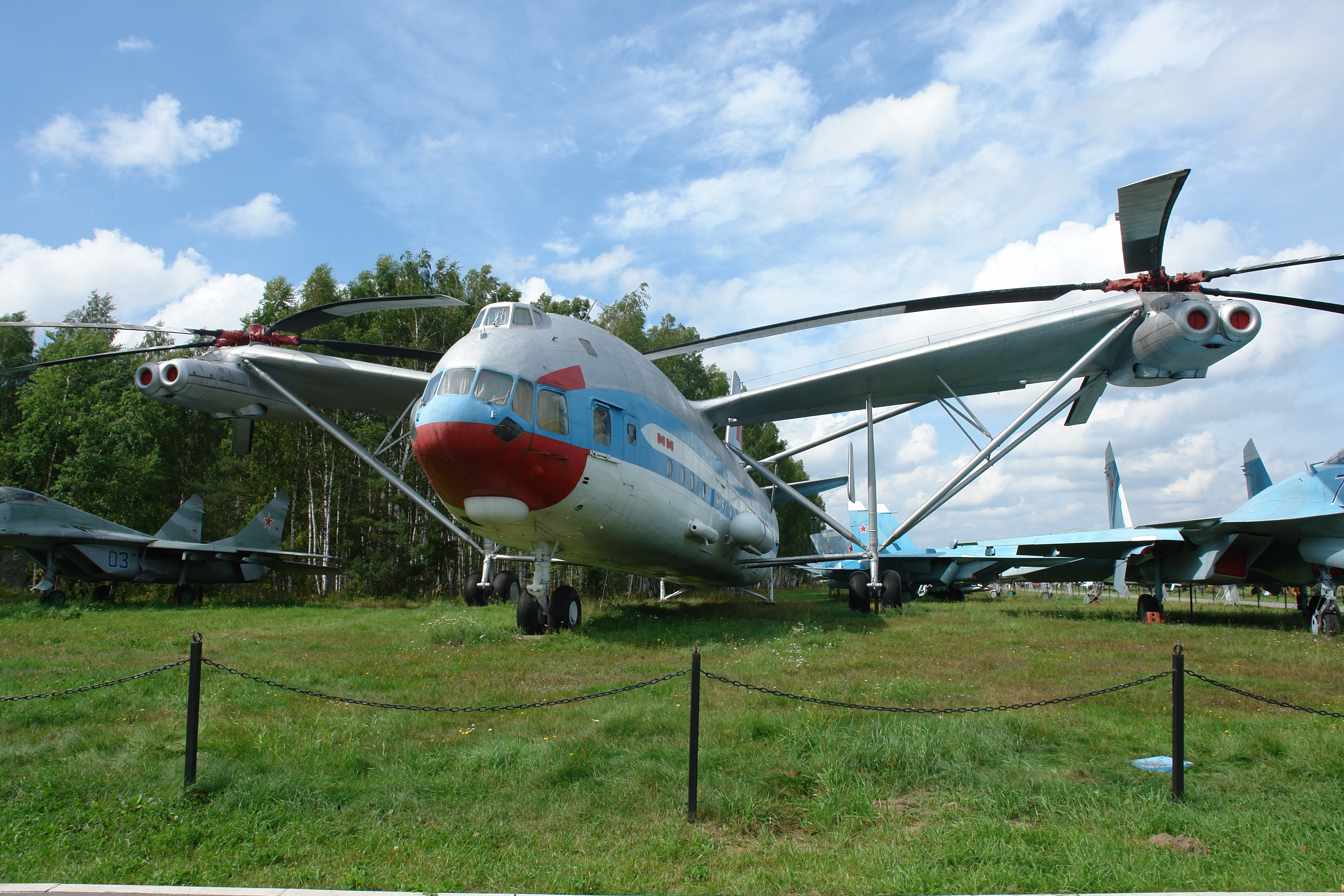
Мі-12 у Центральному авіаційному музеї у Моніно (Москва)

Анімація

Попере́чна схема —  схема компонування гвинтокрилих літальних апаратів, що передбажає два горизонтальних носійних гвинта які розташовані з обох боків.
Гелікоптери з одним основним гвинтом мають потребу у хвостовому гвинті для нейтралізації крутного моменту який створює великий гвинт. Поперечні гвинти мають обертатись у протилежних напрямках, що зводить нанівець крутний момент. Такі гвинти не стикаються і не руйнуються при згинанні.
Така конфігурація дозволяє збільшити вантажність при використанні коротших лопатей. Уся потужність двигунів може використовуватися для підйому, у той час, як гелікоптер з одним гвинтом витрачає потужність на зменшення крутного моменту.

## Перелік літальних апаратів з поперечними гвинтами
Гелікоптери з поперечними гвинтами
- Focke-Wulf Fw 61 (1936)
- Focke-Achgelis Fa 223 (1941)
- Platt-LePage XR-1 (1941)
- Landgraf H-2 (1944)
- Братухін Г-3 (1946)
- Братухін Б-11 (1948)
- Ка-22 (1959)
- Мі-12 (1967)

Конвертоплани
- Bell/Agusta BA609
- Bell XV-15
- Bell XV-3
- Bell Eagle Eye
- V-22 Osprey